# Ancilla djiboutina
Ancilla djiboutina is een slakkensoort uit de familie van de Ancillariidae. De wetenschappelijke naam van de soort is voor het eerst geldig gepubliceerd in 1894 door Jousseaume.